# 神鹰航空
神鹰航空（德語：Condor Flugdienst）是一家总部设于黑森州凯尔斯特巴赫的德国航空公司。其经营服务的范围包括地中海、亚洲、非洲、北美洲及加勒比地区。它共有两座枢纽机场，其中法兰克福国际机场主要执行夏季飞行计划，慕尼黑国际机场主要执行冬季飞行计划。2009年2月9日，托马斯·库克集团（Thomas Cook）宣布从汉莎航空（原神鹰航空母公司）全面接管神鹰航空。在全球運量方面，以2007年為例神鹰航空的34架飞机共运送旅客达750万人次。

## 历史

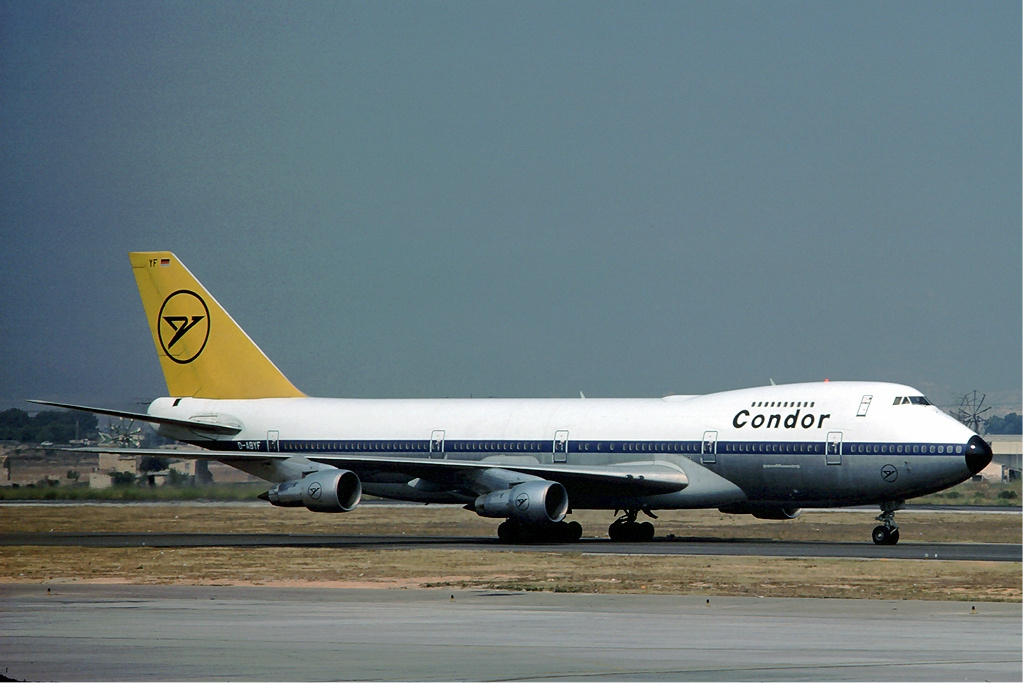
1976年神鹰航空的波音747-230B

神鹰航空最初于1955年12月21日以“德意志航空服务公司”（德語：Deutsche Flugdienst GmbH）的名称成立，它由北德劳埃德（航海，占27.5%），汉堡-美洲航运（航海，占27.7%），德国汉莎航空（航空，占26%）及德国联邦铁路（铁路，占18.5%）四家公司共同组建而成，并在1956年3月28日正式运营，枢纽机场定于法兰克福。机队最初提供3架拥有36坐席的英式双螺旋桨客机维克斯子爵投入服务。1956年3月29日公司开始运作旅游业务，航班开始进入热门的“旅游胜地”。首年已经在飞行计划中开始运作的航点包括马略卡和加那利群岛的特内里费。1959年汉莎航空购入其95.5%的航空服务资本，使其完全成为汉莎航空的子公司。1961年10月25日，公司改名为具有传统特色的名字——神鹰，早在1927年，汉莎航空的另一个巴西子公司Syndicato Condor Ltda就是以神鹰命名。

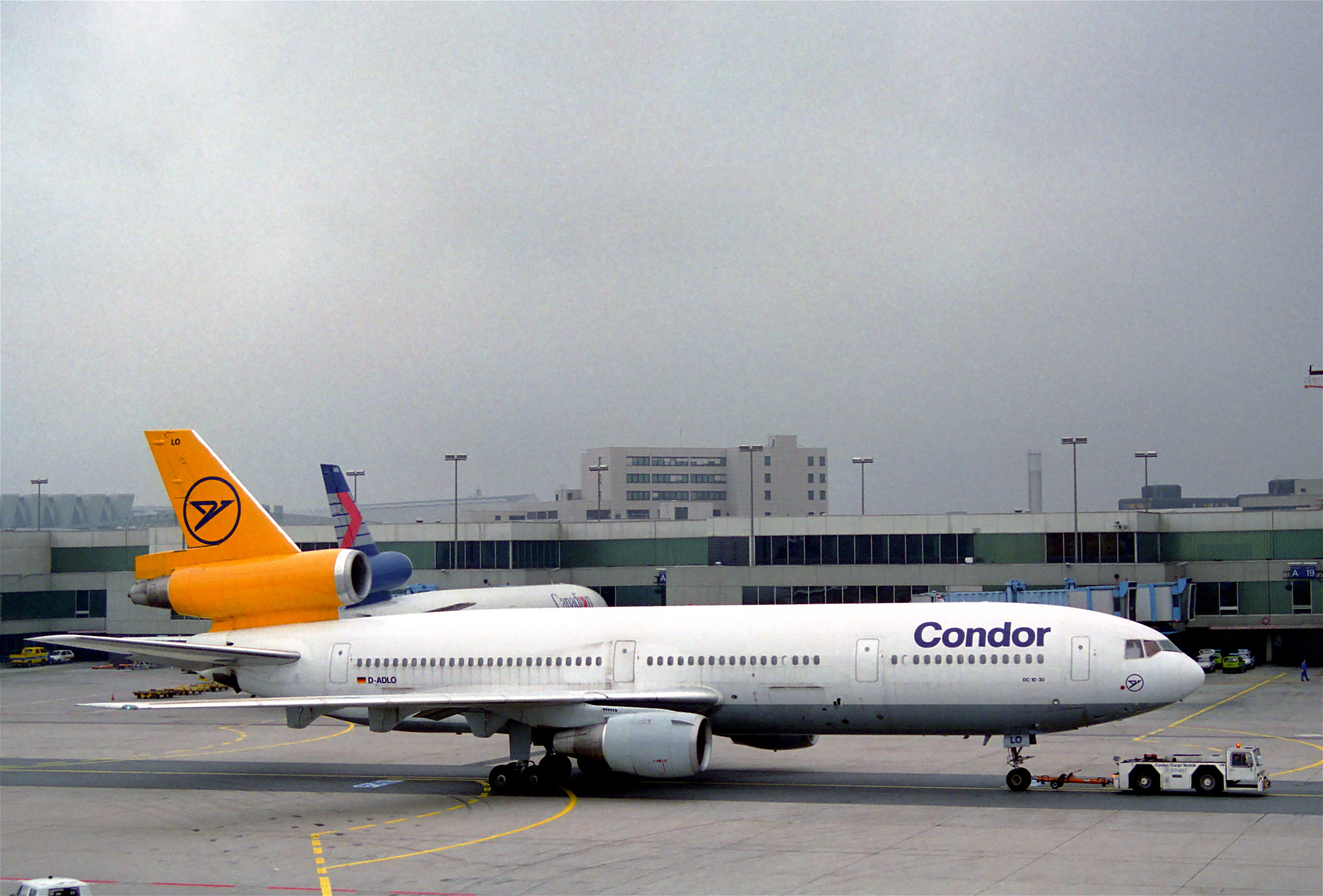
1995年神鹰航空的DC-10

1963年，神鹰航空已占有德国航空旅游业63%的份额，运送旅客63000人次，其中来往马略卡的就有18400人次。1966年神鹰首次开办长途越洋航班，飞往泰国、斯里兰卡、肯尼亚及多米尼加等地。1965年后，神鹰机队逐渐将螺旋桨飞机更换为喷气式客机。其首架喷气式客机是从汉莎航空接管的波音727，汉莎航空计划在1970年代初期以这款客机取代旧有的波音707-330B，神鹰亦因此收到波音707。
作为世界首家假日航空公司，神鹰航空在1971年引入了巨无霸波音747客机，3架波音737-100也从汉莎航空到神鹰短暂服役。1973年，神鹰的营业额达到291万德国马克，位居全球假日航空的前列。此时神鹰机队共拥有11架波音飞机：2架波音747，2架波音707，和7架波音727。随着第一次石油危机的影响，神鹰被迫放弃波音747，取而代之的是3架麦道DC-10，这款飞机一直服役到20世纪90年代末期，并是神鹰在这一时期最大的飞机。1981年起神鹰机队收入5架波音737-200，随后又收入同等的机型波音737-300。1993年至1996年波音747-400再度在神鹰服役，这是向汉莎航空租借而来，并在随后归还。
神鹰航空在1991年推出神鹰舒适级别，是首个采用商务舱的假日航空公司。神鹰从1995年扩大其股份，1997年，C&N旅游公司（即今天的托马斯·库克集团）入股神鹰。
1998年，神鹰航空成立了子公司神鹰柏林航空有限公司，并以柏林－舍讷费尔德机场为基地，国际民间航空组织机场代码为CIB。神鹰柏林主要以空客A320-200型客机经营短程和中程航线。

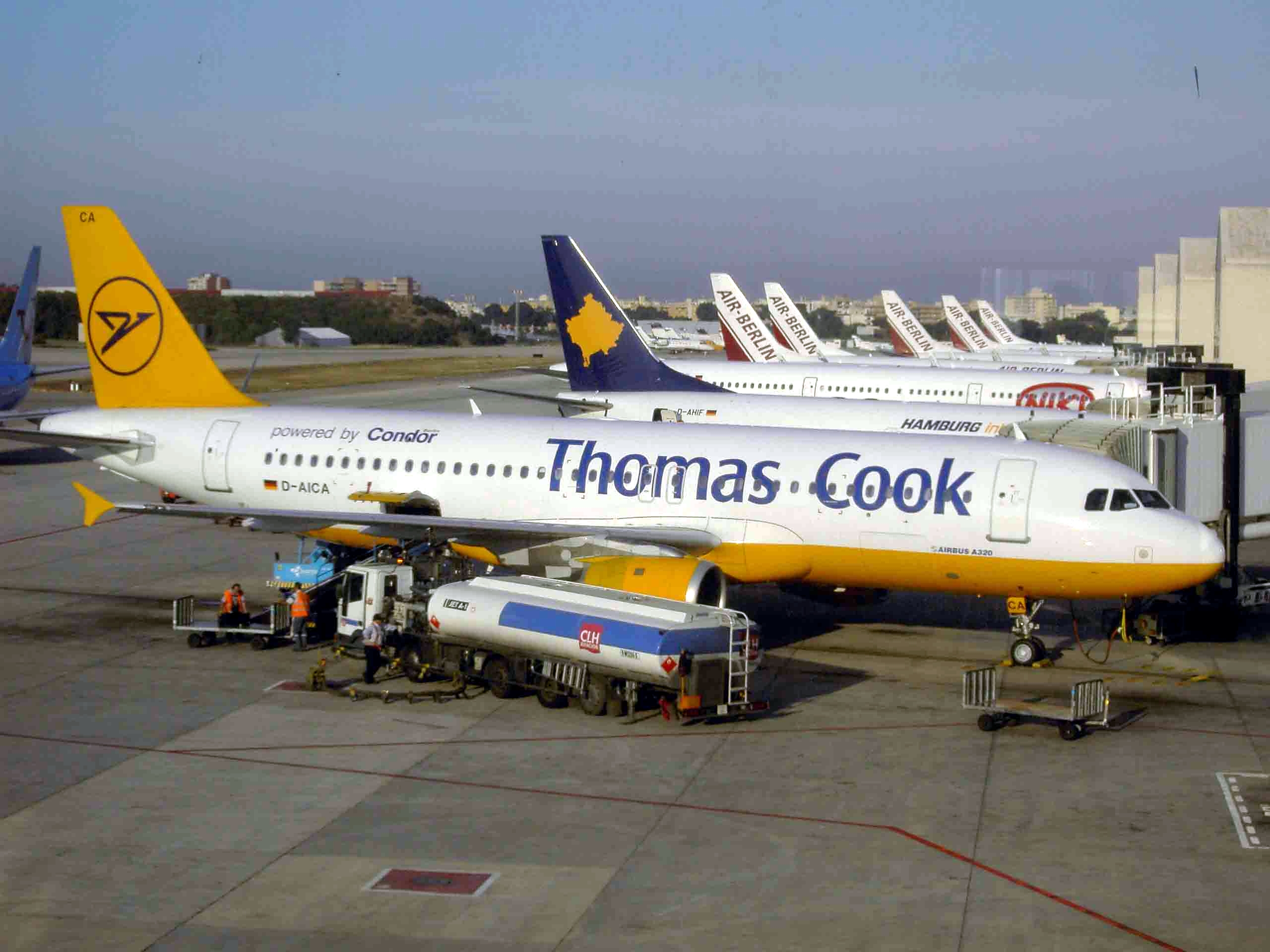
2002-2004年间神鹰飞机涂装

2002年托马斯·库克为与其首家国际旅游品牌保持一致，将神鹰航空更换新的名称：「托马斯·库克，神鹰推动」（Thomas Cook powered by Condor）。在德国，所有的神鹰飞机都加上了托马斯·库克元素，尾翼印上了托马斯·库克的标识，黄色的主色调也被更换为蓝色。新涂装在2002年6月开始逐步在全部50架飞机上使用。2003年，神鹰裁减了12架波音757-300客机，以减少市场上的运能过剩。2004年5月起托马斯·库克的航空业务在德国恢复使用神鹰航空的名称，这是由于托马斯·库克这一名称在德国的知名度较低，没有被人们所接受，以至乘客人数大幅下降。
2007年9月20日，柏林航空曾宣布计划收购神鹰，并将给予托马斯·库克30%的股份。 但其随后在2008年6月24日又宣布收购延期，主要是由于经济放缓，柏林航空被迫缩减14架飞机和近30%的远程航线，迫使两个当事方进一步审视收购交易。
2008年2月10日，托马斯库克证实将收购汉莎航空所持有的全部24.9%神鹰股份，这个选择在2007年便已商定。此次收购涉及7719万欧元的现金价格，将使托马斯·库克独资持有神鹰航空，结束了德国最大航空公司汉莎航空48年的参与。
2019年9月22日，托马斯库克集團因周轉不靈而倒閉，但作為子公司的神鷹航空則於3日後獲授信3.8億歐元 ，並獲法蘭克福法院批准重組。因此，神鷹得以繼續運作至今。
2020年1月24日，LOT波蘭航空母公司-波蘭航空集團，宣佈收購神鷹航空的全數股權。然而，該收購重組方案於兩個多月後作廢，並傳出有可能由德國政府接盤。至2021年5月20日，英國私募基金Attestor Capital正式併購神鷹航空51%股權，並承諾將注資合共4.5億歐元（其中2.5億用於更新長途機隊）。

## 航点

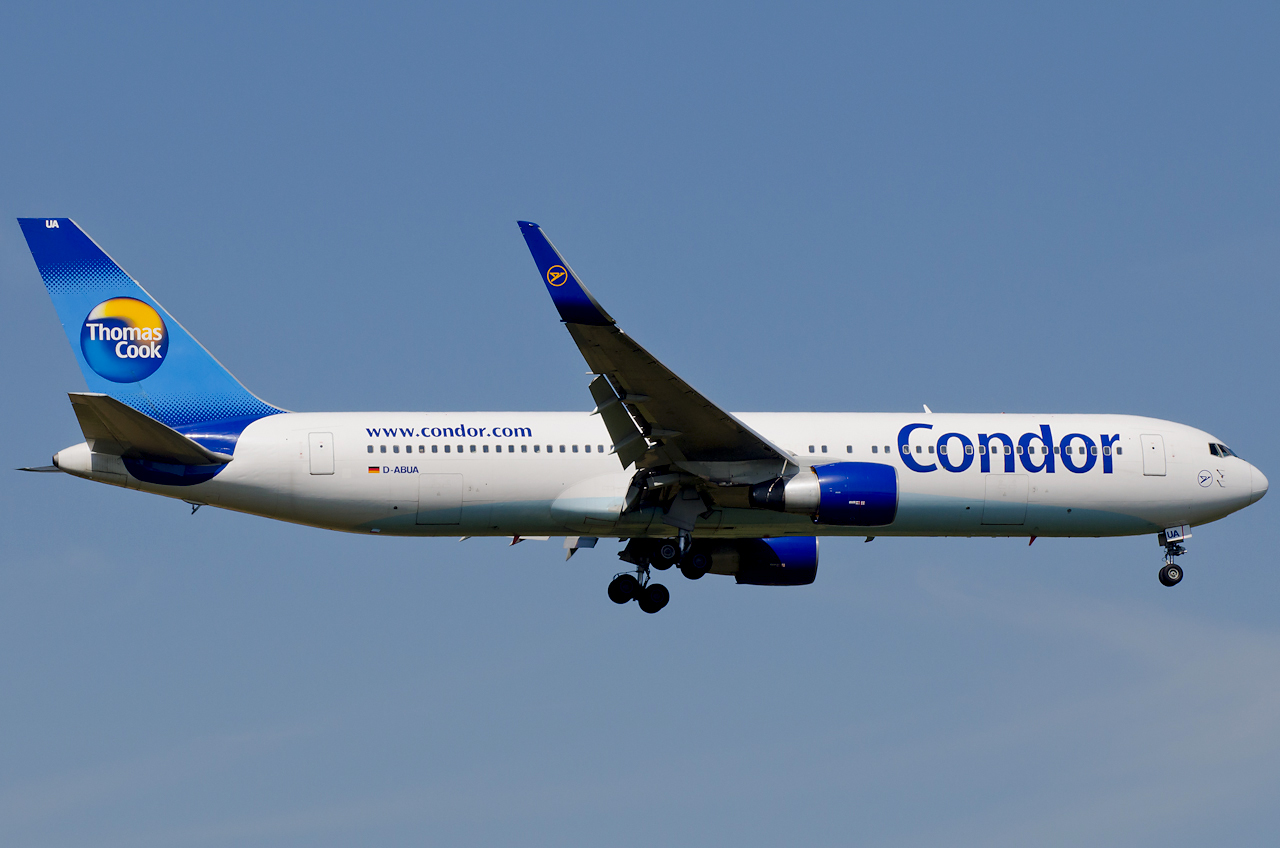
神鹰的波音767在温哥华降落

神鹰航空设有包機航線飛航世界各地的機場，尤以度假胜地居多。在德国國內，神鷹航空的航線涵蓋了15个大小機場，而其枢纽机场是設在法兰克福和慕尼黑。而莱比锡、汉诺威和柏林目前主要在运作空客A320飞机。
| 国家           | 城市                | 机场                                      | 备注       |
| 非洲           |                     |                                           |            |
| 埃及           | 洪加達              | 洪加達國際機場                            |            |
| 肯尼亚         | 蒙巴萨              | 莫伊国际机场                              | 冬季航点   |
| 毛里求斯       | 路易港              | 西沃萨古尔·拉姆古兰爵士国际机场           | 冬季航点   |
| 摩洛哥         | 阿加迪尔            | 阿尔马希拉机场                            | 冬季航点   |
| 塞舌尔         | 马埃岛              | 塞舌尔国际机场                            | 冬季航点   |
| 坦桑尼亚       | 乞力马扎罗          | 乞力马扎罗国际机场                        | 冬季航点   |
|                | 桑给巴尔            | 桑给巴尔国际机场                          | 冬季航点   |
| 突尼斯         | 莫纳斯提尔          | 莫纳斯提尔哈比卜·布尔吉巴国际机场         | 冬季航点   |
| 亚洲           |                     |                                           |            |
| 巴林           | 穆哈拉格            | 巴林国际机场                              |            |
| 印度           | 果阿邦              | 达伯利姆机场                              | 冬季航点   |
| 马尔代夫       | 马累                | 马累国际机场                              | 冬季航点   |
| 斯里兰卡       | 科伦坡              | 班达拉奈克国际机场                        | 冬季航点   |
| 泰国           | 曼谷                | 素万那普机场                              |            |
|                | 普吉                | 普吉国际机场                              |            |
| 马来西亚       | 吉隆坡              | 吉隆坡国际机场                            |            |
| 欧洲           |                     |                                           |            |
| 奧地利         | 維也納              | 維也納國際機場                            | 季節性     |
| 保加利亚       | 瓦尔纳              | 瓦尔纳机场                                | 季節性     |
| 德国           | 柏林                | 柏林－舍讷费尔德机场                      |            |
|                | 科隆/波恩           | 科隆/波恩康拉德·阿登纳机场                | 季節性     |
|                | 杜塞尔多夫          | 杜塞尔多夫国际机场                        | 重点城市   |
|                | 法兰克福            | 法兰克福机场                              | 基地       |
|                | 汉堡                | 汉堡机场                                  | 重点城市   |
|                | 汉诺威              | 汉诺威—朗根哈根机场                       |            |
|                | 莱比锡              | 莱比锡/哈雷机场                           |            |
|                | 慕尼黑              | 慕尼黑弗朗茨·约瑟夫·施特劳斯机场          | 重点城市   |
|                | 斯图加特            | 斯图加特机场                              |            |
| 希腊           | 哈尼亚              | 哈尼亞揚尼斯·達斯卡洛伊安尼斯國際機場     |            |
|                | 伊拉克利翁          | 伊拉克利翁尼科斯·卡赞察基斯国际机场       |            |
|                | 科斯                | 科斯岛国际机场                            |            |
|                | 罗得                | 罗得岛迪亚戈拉斯国际机场                  |            |
|                | 圣托里尼            | 圣托里尼国家机场                          |            |
| 葡萄牙         | 丰沙尔              | 马德拉机场                                | 冬季航点   |
| 西班牙         | 富埃特文图拉岛      | 富埃特文图拉机场                          | 冬季航点   |
|                | 伊维萨岛            | 伊维萨机场                                |            |
|                | 赫雷斯—德拉弗龙特拉 | 赫雷斯机场                                | 冬季航点   |
|                | 兰萨罗特岛          | 兰萨罗特机场                              | 冬季航点   |
|                | 拉斯帕尔马斯        | 大加那利机场                              | 冬季航点   |
|                | 马拉加              | 马拉加机场                                | 冬季航点   |
|                | 梅诺卡岛            | 梅诺卡机场                                |            |
|                | 帕尔马              | 颂圣若安机场                              | 冬季航点   |
|                | 圣克鲁斯—拉帕尔马岛 | 拉帕尔马机场                              | 冬季航点   |
|                | 特内里费岛          | 特内里费南部莱纳·索菲亚机场               | 冬季航点   |
| 土耳其         | 安塔利亚            | 安塔利亚机场                              | 冬季航点   |
|                | 达拉曼              | 达拉曼机场                                |            |
| 北美洲         |                     |                                           |            |
| 安提瓜和巴布达 | 安提瓜岛            | VC伯德国际机场                            | 冬季航点   |
| 巴哈马         | 拿骚                | 林登·平德林国际机场                       | 冬季航点   |
| 巴貝多         | 基督城教區          | 格兰特里·亚当斯国际机场                   |            |
| 加拿大         | 哈利法克斯          | 哈利法克斯罗伯特·洛恩·斯坦菲尔德国际机场  | 季節性     |
|                | 多伦多              | 多伦多皮尔逊国际机场                      | 季節性     |
|                | 温哥华              | 温哥华国际机场                            | 季節性     |
|                | 怀特霍斯            | 埃里克·尼爾森白馬國際機場                 | 季節性     |
|                | 卡加利              | 卡加利國際機場                            | 季節性     |
| 哥斯达黎加     | 圣何塞              | 胡安·圣玛丽亚国际机场                     |            |
| 古巴           | 哈瓦那              | 何塞·马蒂国际机场                         |            |
|                | 奥尔金              | 弗兰克·派斯机场                           |            |
|                | 巴拉德罗            | 胡安·瓜尔贝托·戈麦斯机场                  |            |
|                | 聖克拉拉            | 聖克拉拉機場                              | 季節性     |
| 多米尼加       | 普拉塔港            | 格雷戈里奥·卢佩龙国际机场                 |            |
|                | 蓬塔卡纳            | 蓬塔卡纳国际机场                          |            |
|                | 圣多明各            | 美洲国际机场                              |            |
|                | 羅馬納              | 羅馬納國際機場                            | 季節性     |
| 格林纳达       | 圣乔治              | 莫里斯·毕晓普国际机场                     | 冬季航点   |
| 牙买加         | 蒙特哥贝            | 唐纳德·桑格斯特爵士国际机场               | 冬季航点   |
| 圣卢西亚       | 维约堡              | 赫万诺拉机场                              | 冬季航点   |
| 墨西哥         | 坎昆                | 坎昆国际机场                              | 冬季航点   |
| 千里達和多巴哥 | 多巴哥岛            | 冠点机场                                  | 冬季航点   |
| 美国           | 安克拉治            | 泰德·史蒂文斯安克雷奇国际机场             | 季节性航点 |
|                | 费尔班克斯          | 费尔班克斯国际机场                        | 季节性航点 |
|                | 拉斯维加斯          | 麦卡伦国际机场                            | 冬季航点   |
| 南美洲         |                     |                                           |            |
| 巴西           | 福塔萊薩            | 平托馬丁斯-福塔雷薩國際機場               |            |
|                | 勒西菲              | 累西腓/瓜拉拉皮斯-吉爾貝托·弗雷雷國際機場 |            |
| 委内瑞拉       | 波拉马尔            | 圣地亚哥马力诺国际机场                    |            |

此外，神鹰自2009年1月起通过与巴西高爾航空的代码共享合作，廉价通达巴西不同机场（巴西利亚，纳塔尔，里约热内卢，圣保罗，马塞约，福塔雷萨及贝洛奥里藏特）。

### 代碼共享航空公司
- 納米比亞航空
- 托馬斯·庫克航空
- 托馬斯·庫克航空比利時

### 聯運協議航空公司
- 波羅的海航空
- 多洛米蒂航空
- 加拿大北方航空
- 阿拉斯加航空
- 奧地利航空
- 巴哈馬航空
- 巴拿馬航空
- 捷克航空
- 捷藍航空
- 高爾航空
- LOT波蘭航空
- 瑞士國際航空
- 沃拉里斯航空
- 西捷航空
- 漢莎航空
- 太陽城航空

## 机队
截至2024年3月，神鹰航空机队组成如下：

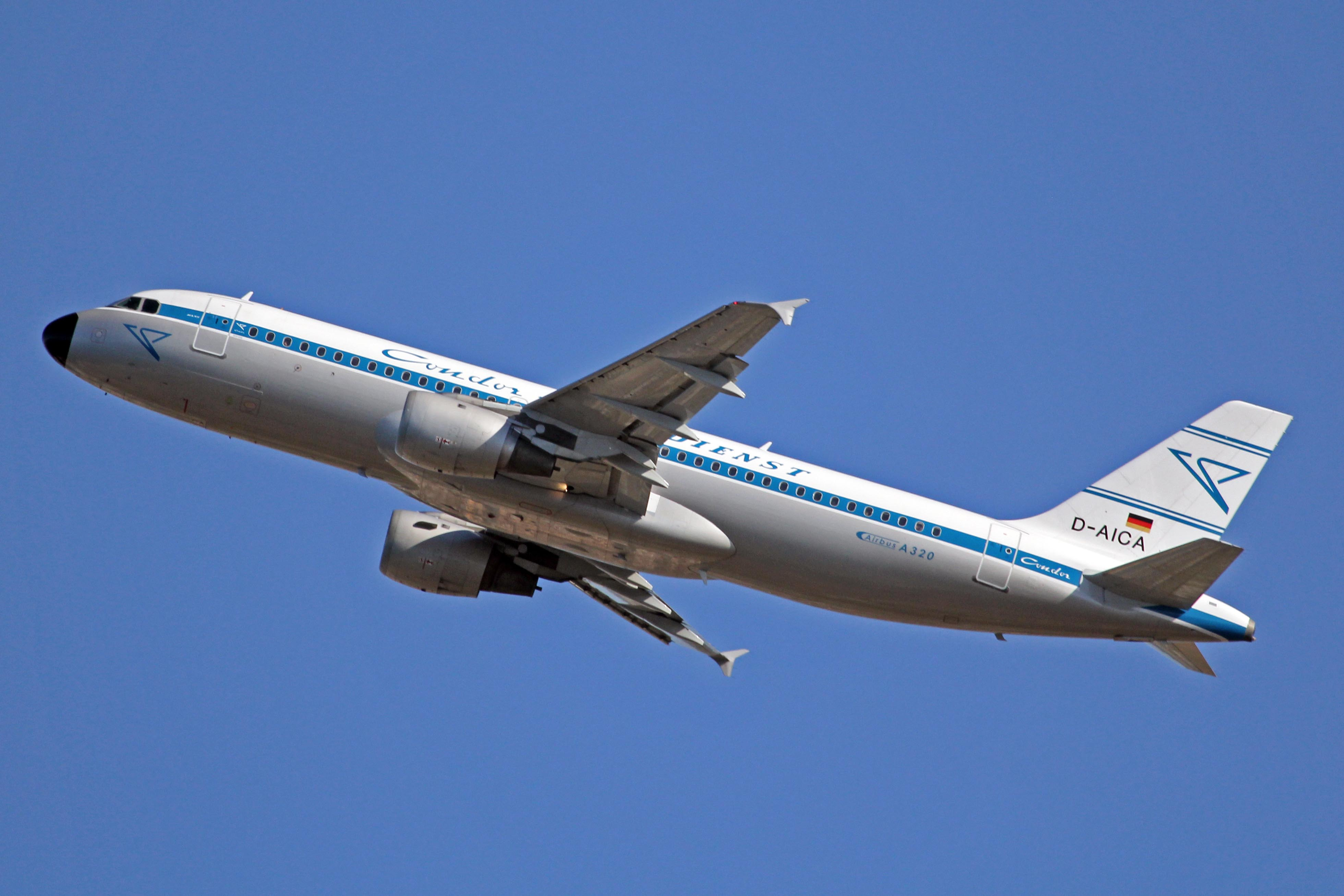
神鹰航空的空中巴士A320-200（60年代涂装）在馬略卡島帕爾馬機場起飛

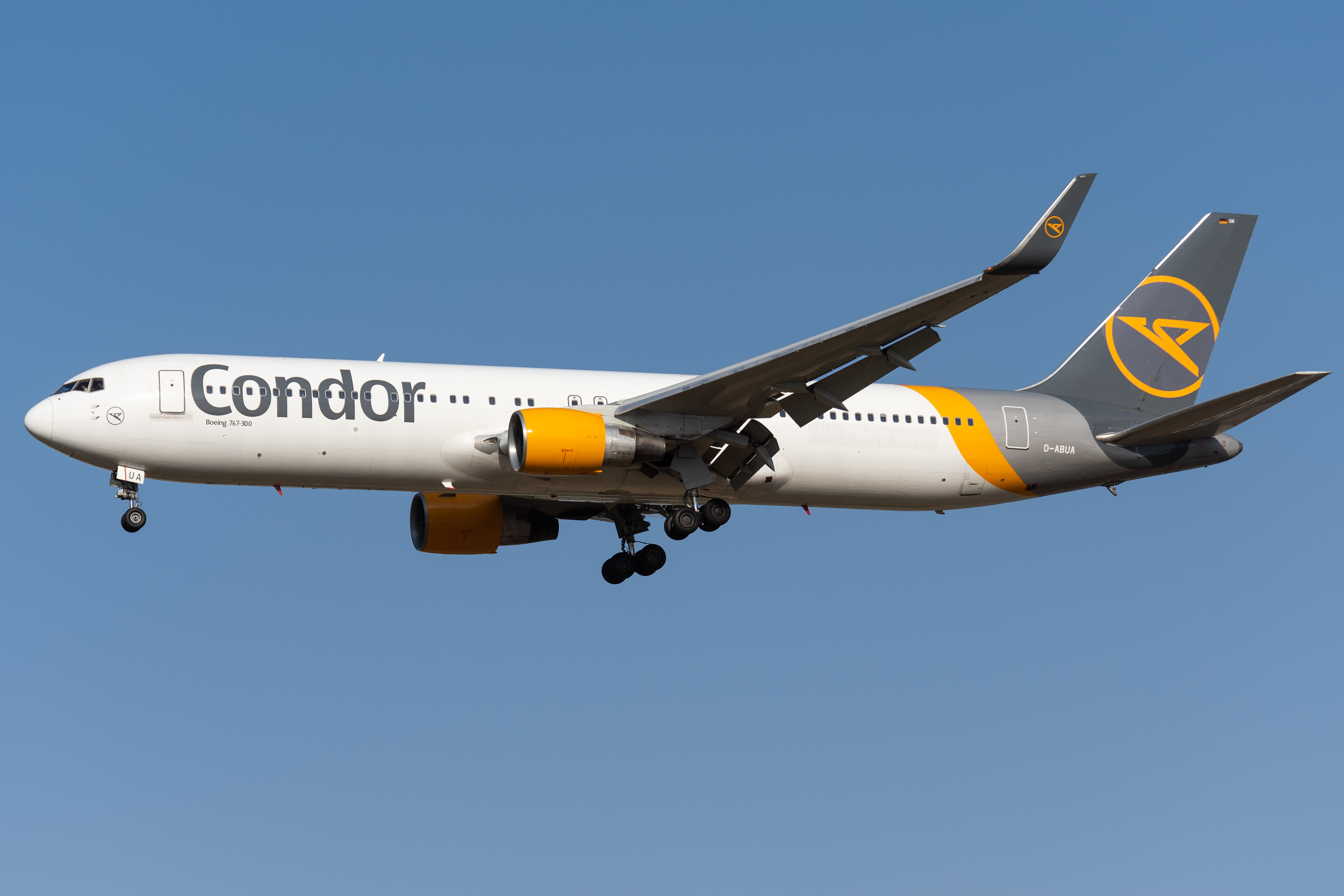
神鹰航空波音767-300ER（现有涂装）

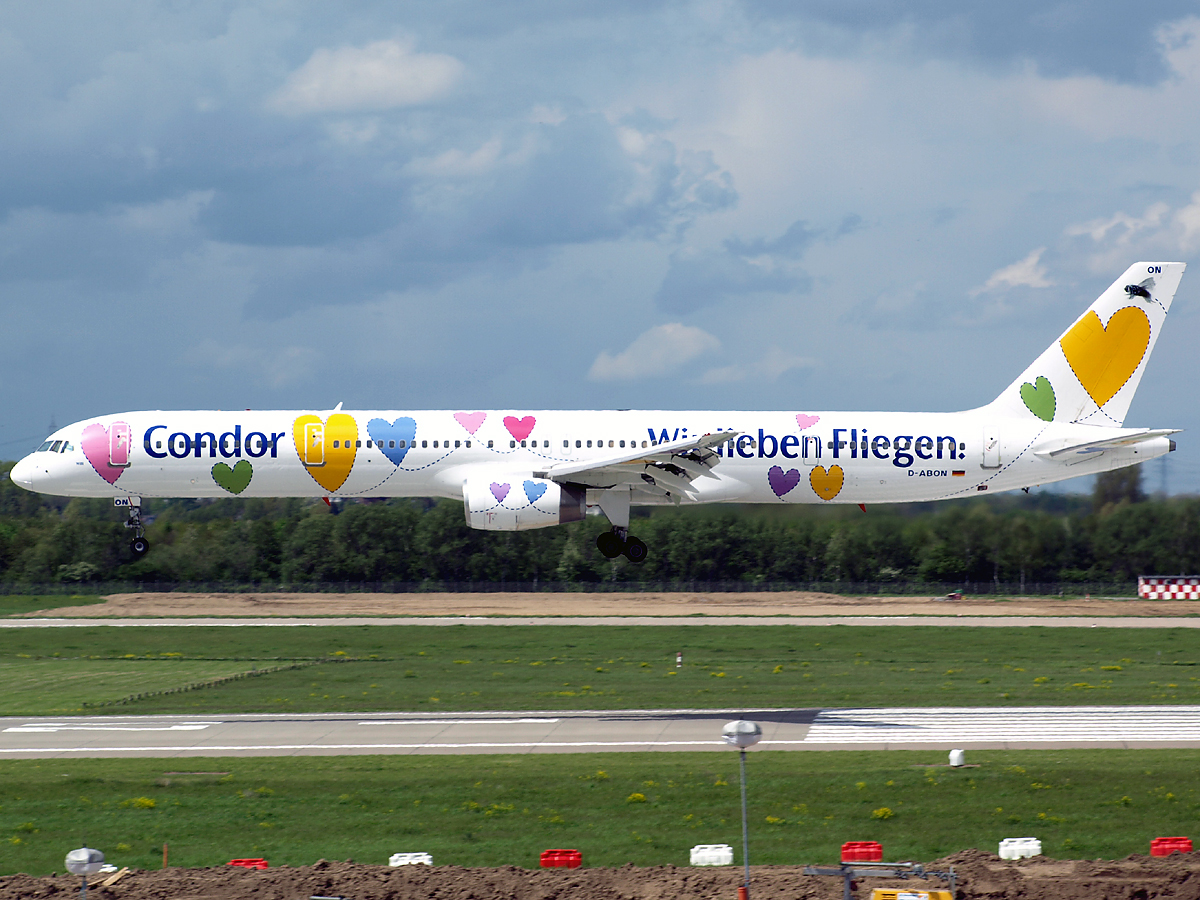
神鹰航空50周年的纪念涂装“Willi”

与其它一些航空公司一样，乘客可以在神鹰飞机的机舱内通过电子显示屏查看飞机起飞和降落的信息，这些图像来源于安装于机身下的雷达天线罩整流罩上的摄像头。神鹰航空还是首批购买波音757-300的用户，自1999年3月以来便在机队中使用。2006年3月神鹰航空为其一架编号为D-ABON的波音757-300型客机喷上“我们爱飞翔（Wir lieben Fliegen）”的口号及特色涂装，以纪念公司成立50周年。
自2009年4月，神鹰的所有波音767型客机将陆续装备翼尖小翼，此举可以减少大约4%的耗油量，这方面的工作由北京飞机维修工程有限公司完成。 值得注意的是，翼尖小翼将被喷上托马斯·库克的名称，而不再使用旧有的起重机标识。
2021年7月尾，神鷹航空宣佈將下訂16架空中巴士A330-900N，以逐步取代波音767，並預計於2022年秋季至2024年間交付。

### 歷史機隊

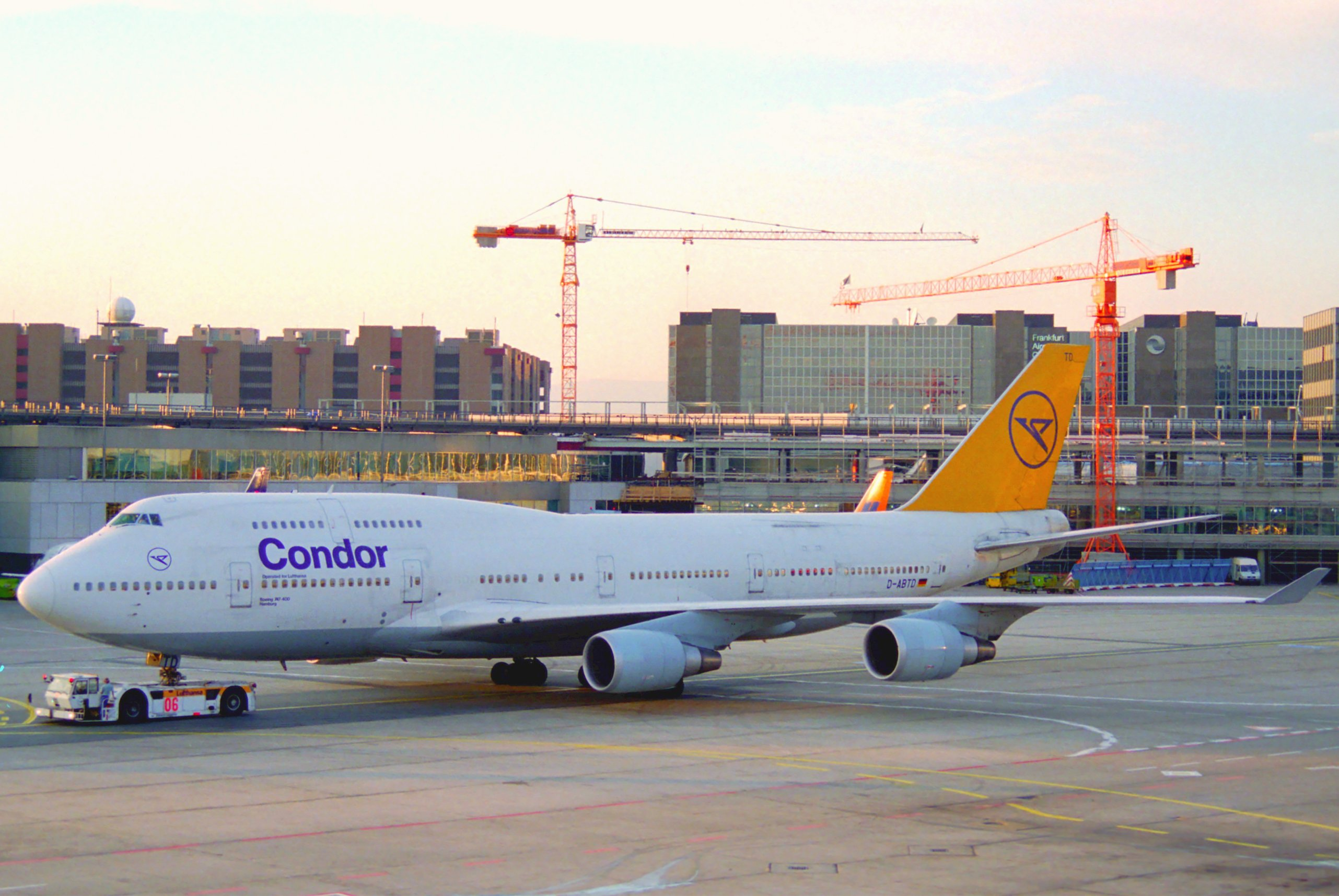
神鹰曾用的波音747-400，1993年7月起运营的法兰克福-台北航线即使用该机型

神鷹航空使用過的機型如下：

## 维修服务

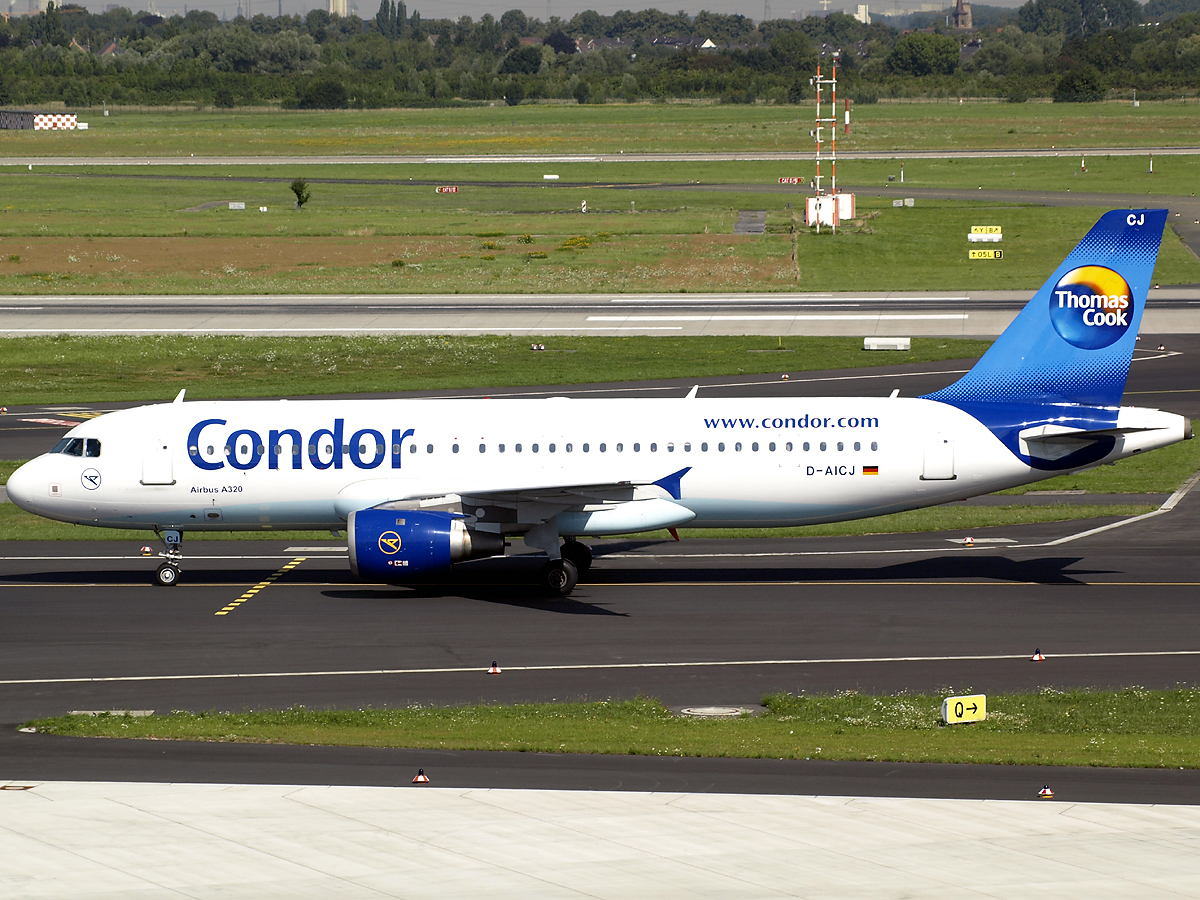
神鹰空客A320-200的改款

1998年起，神鹰柏林在柏林－舍讷费尔德机场成立了自己的维修工程公司，负责对空客A320型客机的维护和整修。2008年11月11日起波音757和波音767型客机也拥有独立的维修车间。这是通过神鹰航空在法兰克福成立了子公司神鹰技术有限公司，约有100名工人。在此之前，神鹰的所有波音飞机都是通过汉莎技术有限公司进行维护。

## 事故
- 1970年7月20日，神鹰航空的一架波音737-100型客机在西班牙塔拉戈纳附近上空与一架派珀PA-28私人飞机相撞，造成派珀飞机上3人罹难。
- 1988年1月2日，神鹰航空的一架波音737-200型客机执行3782号班机（英语：Condor Flugdienst Flight 3782）时撞向土耳其伊兹密尔机场附近的山上，机体被分解成几块并造成燃烧，机上11名乘客和5名机组人员罹难。

## 其他

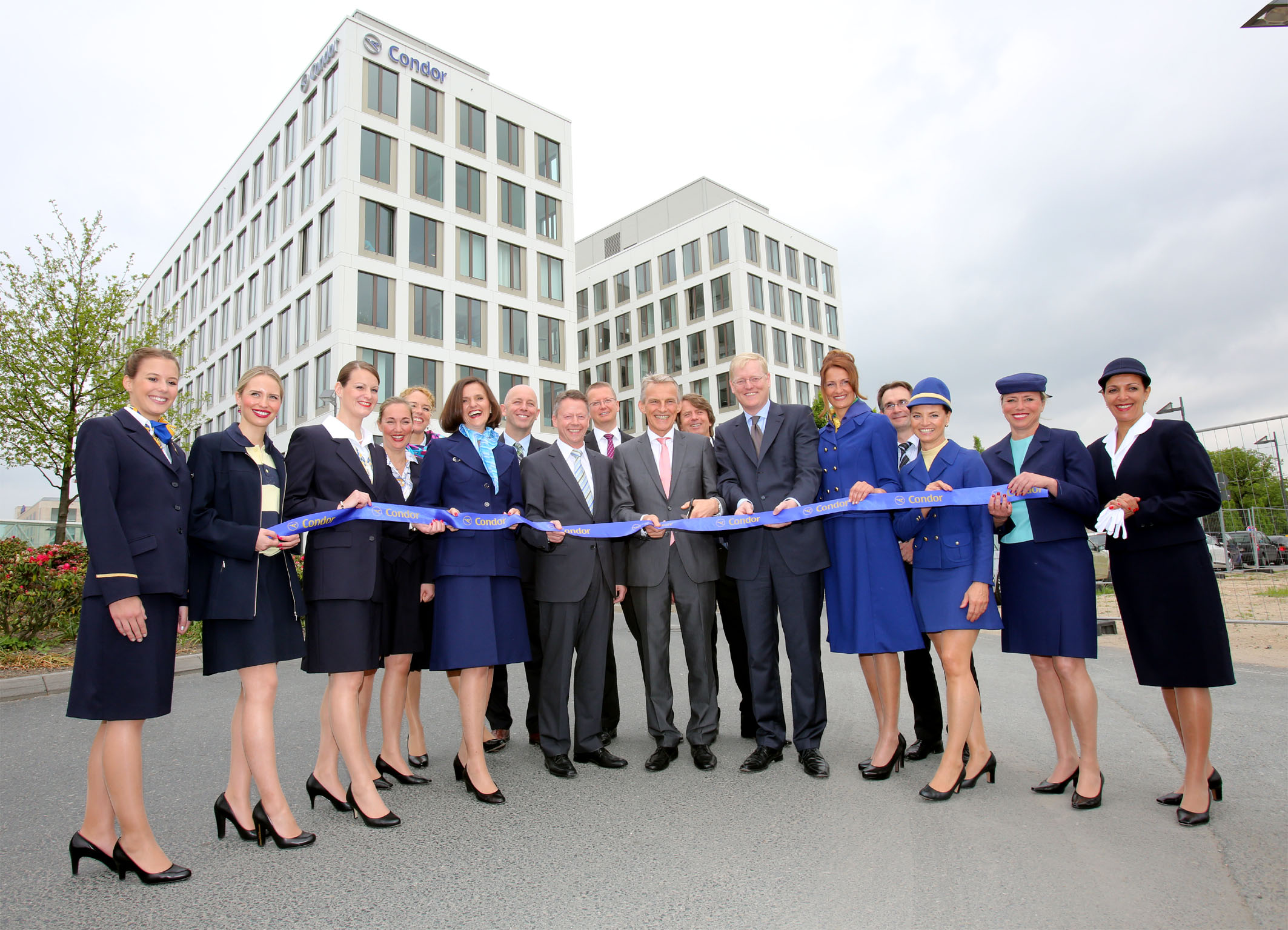
神鹰航空总部前，身着不同时期制服的空服人员

- 中華民國在1971年退出聯合國後陸續與歐洲主要國家斷交，礙於國際現實大多數國家的國家航空公司（flag carrier）也停止了飛航台灣的航線，改以另設或委由子公司負責此類特殊航線的迂迴方式執行。其中德國與中華民國之間的直航就是委由德航子公司神鷹航空執行，於1993年時復航，但又在1996年時因商業考量因素停飛，改由德航的合作伙伴泰國航空以代碼共享方式飛行，而台灣方面則是由中華航空的子公司華信航空代為操作[23]。現今台灣與德國之間有華航經營的台北－法蘭克福以及長榮航空經營的台北－慕尼黑直航航線。